# Soudan aux Jeux olympiques d'été de 2012
Le Soudan participe aux Jeux olympiques d'été de 2012 à Londres au Royaume-Uni du 27 juillet au 12 août de cette même année, pour sa 11e participation à des Jeux d'été, avec six athlètes qualifiés dans deux disciplines : quatre hommes et deux femmes.
Ces Jeux sont les premiers depuis l'indépendance du Soudan du Sud (qui faisait jusque lors partie du Soudan) en juillet 2011. Ledit Soudan du Sud visait à participer à ces Jeux de Londres mais n'a pas atteint les critères requis par le mouvement olympique, à savoir l'existence de cinq fédérations sportives nationales reconnues par des organisations sportives internationales.

## Athlétisme
Les athlètes du Soudan ont jusque-là atteint les minima(s) de qualification dans les épreuves d'athlétisme suivantes (pour chaque épreuve un pays peut engager trois athlètes à condition qu'ils aient réussi chacun les minima A de qualification, un seul athlète par nation est inscrit sur la liste de départ si seuls les minima B sont réussis), :
- minima A réalisés par trois athlètes (ou plus)
- aucun ;

- minima A réalisés par deux athlètes
- 800 mètres hommes ;

- minima A réalisés par un athlète
- aucun ;

- minima B réalisés par un athlète (ou plus)
- 400 mètres hommes.

### Hommes
| Athlète             | Compétition  | Tour 1                                       | Demi-finales                                 | Finale                            |
| Athlète             | Compétition  | Résultat                                     | Résultat                                     | Résultat                          |
| ------------------- | ------------ | -------------------------------------------- | -------------------------------------------- | --------------------------------- |
| Ismail Ahmed Ismail | Hommes 800 m | 40e - 1 min 48 s 79 26,473 km/h Non qualifié |                                              |                                   |
| Abubaker Kaki       | Hommes 800 m | 1er - 1 min 45 s 51 27,296 km/h Qualifié     | 3e - 1 min 44 s 51 27,557 km/h Qualifié      | 7e - 1 min 43 s 32 27,875 km/h RS |
| Rabah Yousif        | Hommes 400 m | 17e – 45 s 46 31,676 km/h Qualifié           | 11e – 45 s 13 31,908 km/h RPE - Non qualifié |                                   |

### Femmes
| Athlète      | Compétition  | Tour 1                                        | Demi-finales | Finale   |
| Athlète      | Compétition  | Résultat                                      | Résultat     | Résultat |
| ------------ | ------------ | --------------------------------------------- | ------------ | -------- |
| Amina Bakhit | Femmes 800 m | 31e – 2 min 09 s 78 22,191 km/h Non qualifiée |              |          |

## Natation

### Hommes
| Athlète         | Compétition            | Tour 1                                | Demi-finales | Finale   |
| Athlète         | Compétition            | Résultat                              | Résultat     | Résultat |
| --------------- | ---------------------- | ------------------------------------- | ------------ | -------- |
| Mohamed Elkhedr | Hommes 50 m Nage Libre | 50e – 27 s 26 6,603 km/h Non qualifié |              |          |

### Femmes
| Athlète         | Compétition            | Tour 1                                 | Demi-finales | Finale   |
| Athlète         | Compétition            | Résultat                               | Résultat     | Résultat |
| --------------- | ---------------------- | -------------------------------------- | ------------ | -------- |
| Mhasin Fadlalla | Femmes 50 m Nage Libre | 70e – 35 s 07 5,133 km/h Non qualifiée |              |          |